# Maestlin (cráter)

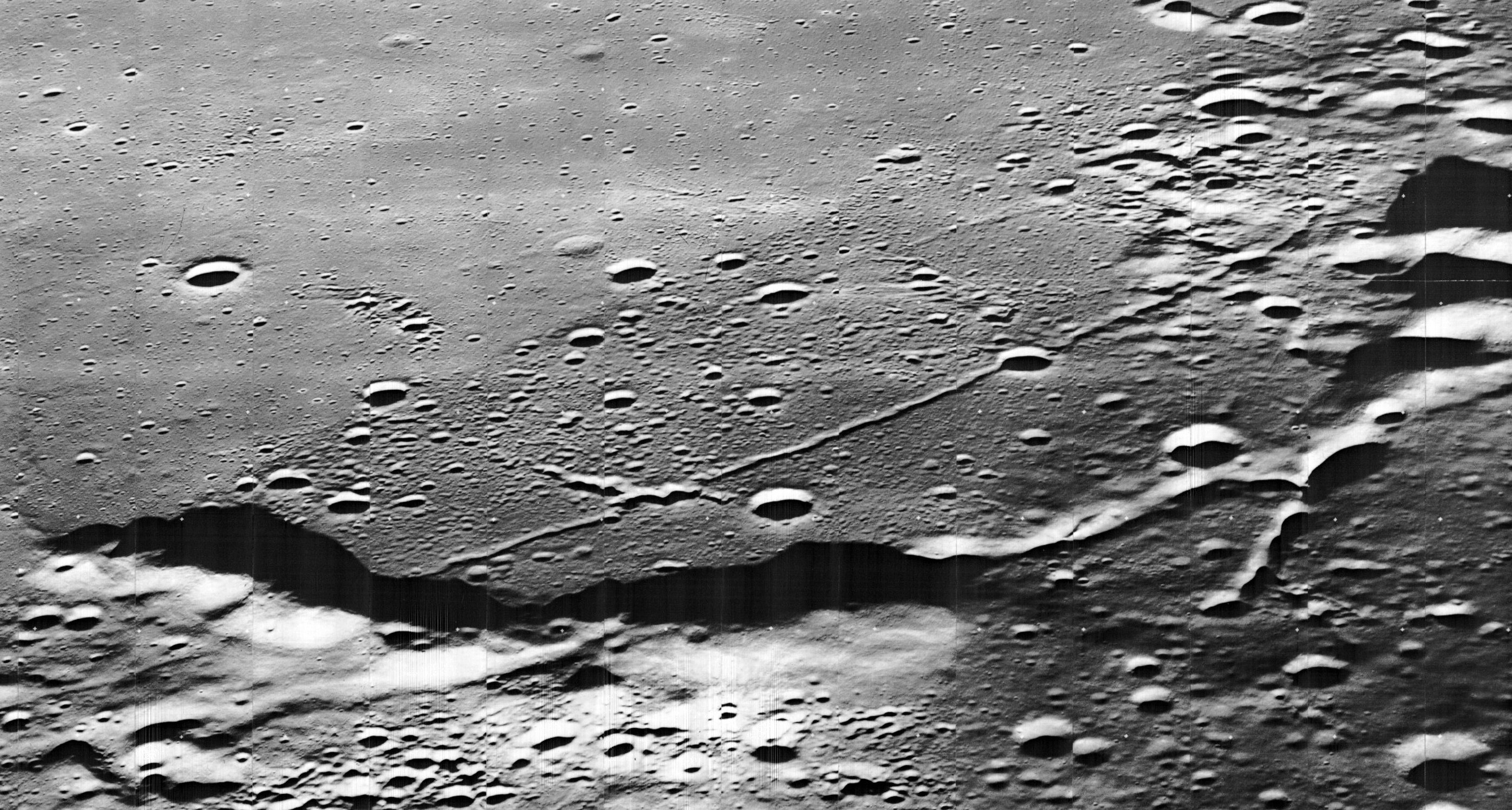
Vista oblicua desde el Lunar Orbiter de la Rimae Maestlin

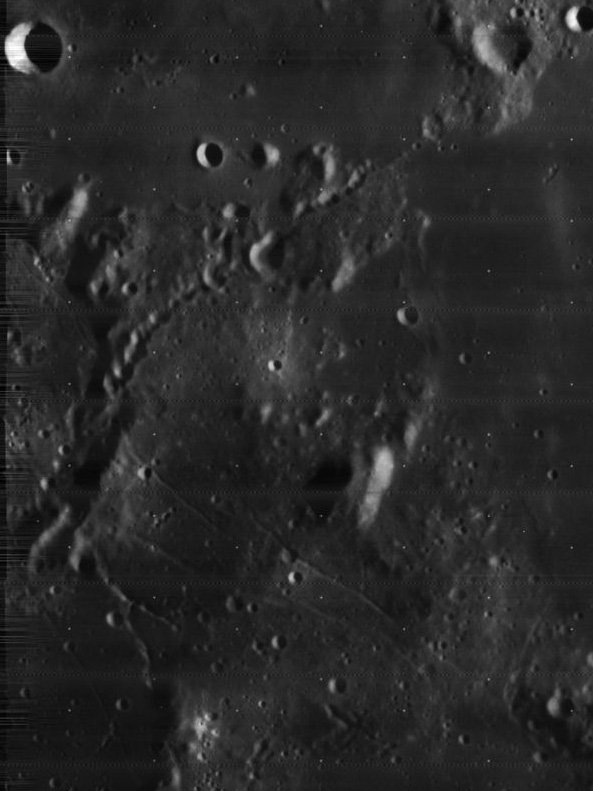
Fotografía de la misión Lunar Orbiter 4 (1967)

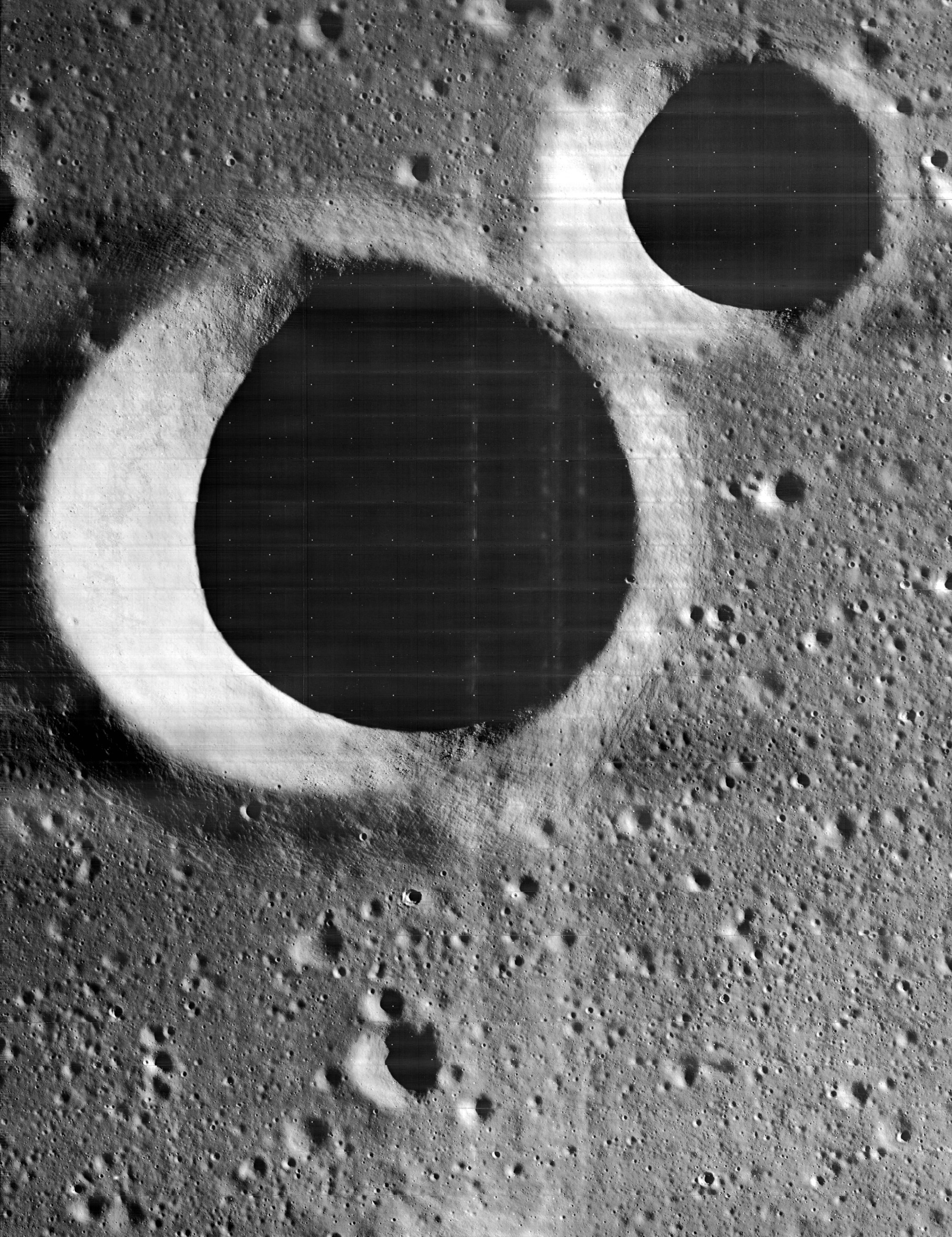
Maestlin G (imagen Lunar Orbiter 3)

Maestlin es un pequeño cráter de impacto lunar en forma de cuenco localizado cerca del borde oriental del Oceanus Procellarum. Al este se encuentra el cráter Encke, y al noreste se halla Kepler.
|  |

Justo al sureste de Maestlin aparecen los restos de Maestlin R con aspecto de reborde curvado, una llanura amurallada que ha sido casi completamente sumergida por el mar lunar. Al sur de este elemento se localiza un sistema de grietas lineales denominado Rimae Maestlin. La superficie del mare alrededor de Maestlin forma parte del área afectada por el sistema de marcas radiales de Kepler.

## Cráteres satélite
Por convención estos elementos son identificados en los mapas lunares poniendo la letra en el lado del punto medio del cráter que está más cercano a Maestlin.
|          | \| Maestlin \| Coordenadas \| Diámetro \| \| -------- \| --------------------------- \| -------- \| \| G \| 2°00′N 42°06′O / 2.0, -42.1 \| 4 km \| \| H \| 4°42′N 43°30′O / 4.7, -43.5 \| 7 km \| \| R \| 3°30′N 41°30′O / 3.5, -41.5 \| 61 km \| |          |
| Maestlin | Coordenadas | Diámetro |
| G        | 2°00′N 42°06′O / 2.0, -42.1 | 4 km     |
| H        | 4°42′N 43°30′O / 4.7, -43.5 | 7 km     |
| R        | 3°30′N 41°30′O / 3.5, -41.5 | 61 km    |